# Phaethornis malaris
Phaethornis malaris là một loài chim trong họ Trochilidae.